# アメリカン・スター
『アメリカン・スター』（英：From Justin to Kelly）は、2003年の米国のミュージカル映画。

## 概要
「アメリカン・アイドル」で、1位と2位に輝いた2人を使い制作されたミュージカル・コメディ映画。￼

## ストーリー
テキサスの田舎町に住むケリーは、歌うことが大好き。今日も町のバーで歌うが、歌を聞いてくれたのは彼女を好きなルークだけ。しかしケリーはルークに恋愛感情は持っていなかった。そこへ友達がやってきて、マイアミに行かないかと誘われる。最初は乗り気でないケリーも、マイアミの楽しい雰囲気につられ気分も盛り上がっていく。そこへ同じようにやってきた大学生ジャスティンと知り合い、惹かれていくケリー。だが、友達のアレクサもジャスティンを狙っていた。

## キャスト
- ケリー…ケリー・クラークソン
- ジャスティン…ジャスティン・グアリニ
- アレクサ…キャサリン・バイレス
- カヤ…アニカ・ノニ・ローズ
- ブランドン…グレッグ・シフ

## 評価
この作品に対する評価は否定的なものがほとんどで、Rotten Tomatoesの支持率は10％で、Metacriticで16人の批評家に基づいて100点中14点であり、最低の評価となった。この映画はジョン・J・B・ウィルソンの「The Official Razzie Movie Guide」の中で最も楽しく悪い映画100本の1つに挙げられた。トータル・フィルム・マガジン（Total Film Magazine）は、この作品を全期間で最悪の映画66作品のリストで16位にランクインさせた。

## 受賞
- 2003年ティーン・チョイス・アワード　ブレイクアウトスター賞・・・ケリー・クラークソン、ジャスティン・グアリニ
- 第26回スティンカーズ最悪映画賞・・・「最悪の演出センス」部門（ロバート・イスコーヴ）、「最悪の作品」部門（ロバート・イスコーヴ）、「最悪の主演男優」部門（ジャスティン・グアリニ）、「最悪の主演女優」部門（ケリー・クラークソン）、「最悪のグループ」部門（ペンシルヴァニアの群衆）、「最悪の歌曲・歌唱」部門（anytime)
- 第24回ゴールデンラズベリー賞　審査員特別賞・・・・トラヴィス・ペインによるダンス振り付けに対して
- 第24回ゴールデンラズベリー賞ノミネート・・・最低作品賞、最低監督賞、最低主演男優賞、最低主演女優賞、最低リメイク・続編・盗作賞

- ラジー賞創設25周年特別大賞・・・歴代最低ミュージカル作品賞